# Bobby, il fait froid dehors
Bobby, il fait froid dehors (France) ou Entre le Bob et l'âne gris (Québec) (Bobby, It's Cold Outside) est un épisode de la série télévisée d'animation Les Simpson. Il s'agit du dixième épisode de la trente-et-unième saison et du 672e de la série.

## Synopsis
Quelques semaines avant Noël, des colis sont volés à leurs destinataires par un mystérieux individu. Lenny va alors tenter de mettre au jour le voleur, mais un de ses pièges va se retourner contre lui. Les initiales « S.B. » laissés par ce dernier vont alors mener à des nombreux suspects. Pendant ce temps, Tahiti Bob est engagé en tant que Père Noël au village du Père Noël, et ses retrouvailles avec Bart vont causer bien des troubles...

## Réception
Lors de sa première diffusion, l'épisode a attiré 4,97 millions de téléspectateurs.